# USS McCook (DD-252)
«Маккук» (англ. USS McCook (DD-252) — військовий корабель, ескадрений міноносець типу «Клемсон» військово-морських сил США та Королівського флоту Канади за часів Другої світової війни.
Есмінець «Маккук» закладений 10 вересня 1918 року на верфі Bethlehem Shipbuilding Corporation/Fore River Shipyard у Квінсі, де 31 січня 1919 року корабель був спущений на воду. 30 квітня 1919 року він увійшов до складу ВМС США.

## Історія служби
24 вересня 1940 року переданий за угодою «есмінці в обмін на бази» Королівському ВМФ Канади під назвою «Сеінт Круа» (I81). 24 липня 1942 року у Північній Атлантиці східніше Ньюфаундленду глибинними бомбами потопив німецький підводний човен U-90 з усім екіпажем.
4 березня 1943 року на шляху з порту Лондондеррі до Гібралтару з конвоєм KMS 10 «Сеінт Круа» допоміг корвету «Шедіак» потопити U-87 приблизно за 200 миль (320 км) біля піренейського узбережжя.
20 вересня «Сеінт Круа» при супроводженні конвою ONS 18/ON 202 став першим кораблем ескорту, потопленим німецькою «вовчою зграєю» «Лейтен». У канадський есмінець влучило три торпеди з U-305. Британський корвет типу «Флавер» «Полиантус» потоплений торпедою G7es ПЧ U-952. Наступного дня, 22 вересня був потоплений британський фрегат «Айтчен» типу «Рівер», який напередодні врятував 81 члена екіпажу «Сеінт Круа» і одного з «Полиантуса». Майже всі моряки загинули, були врятовані тільки три чоловіки, двоє з «Айтчена», один з «Сеінт Круа».